# HD 219279
HD 219279 è una stella gigante arancione di magnitudine 6,14 situata nella costellazione dell'Aquario. Dista 836 anni luce dal sistema solare.

## Osservazione
Si tratta di una stella situata nell'emisfero celeste australe, ma molto in prossimità dell'equatore celeste; ciò comporta che possa essere osservata da tutte le regioni abitate della Terra senza alcuna difficoltà e che sia invisibile soltanto molto oltre il circolo polare artico. Nell'emisfero sud invece appare circumpolare solo nelle aree più interne del continente antartico. Essendo di magnitudine pari a 6,1, non è osservabile ad occhio nudo; per poterla scorgere è sufficiente comunque anche un binocolo di piccole dimensioni, a patto di avere a disposizione un cielo buio.
Il periodo migliore per la sua osservazione nel cielo serale ricade nei mesi compresi fra fine agosto e dicembre; da entrambi gli emisferi il periodo di visibilità rimane indicativamente lo stesso, grazie alla posizione della stella non lontana dall'equatore celeste.

## Sistema stellare
HD 219279 ha 3 compagne ottiche. La componente principale A è una stella di magnitudine 6,14. La componente B è di magnitudine 10,9, separata da 3,5 secondi d'arco da A e con angolo di posizione di 256 gradi. La componente C è di magnitudine 12,5, separata da 37,0 secondi d'arco da A e con angolo di posizione di 227 gradi. La componente D è di magnitudine 11,0, separata da 120,0 secondi d'arco da A e con angolo di posizione di 133 gradi. Nessuna di esse sembra legata fisicamente alla gigante arancione.